# Târgu Trotuș
Târgu Trotuș là một xã thuộc hạt Bacău, România. Dân số thời điểm năm 2002 là 5373 người.